# Suurisaari (ö i Finland, Södra Karelen, Imatra, lat 61,67, long 29,62)
Suurisaari är en ö i Finland. Den ligger i sjön Lahdenpohja och i kommunen Parikkala i den ekonomiska regionen  Imatra ekonomiska region  och landskapet Södra Karelen, i den sydöstra delen av landet, 300 km nordost om huvudstaden Helsingfors. Öns area är 0,8 hektar och dess största längd är 160 meter i nord-sydlig riktning.